# Abdij van Hasnon

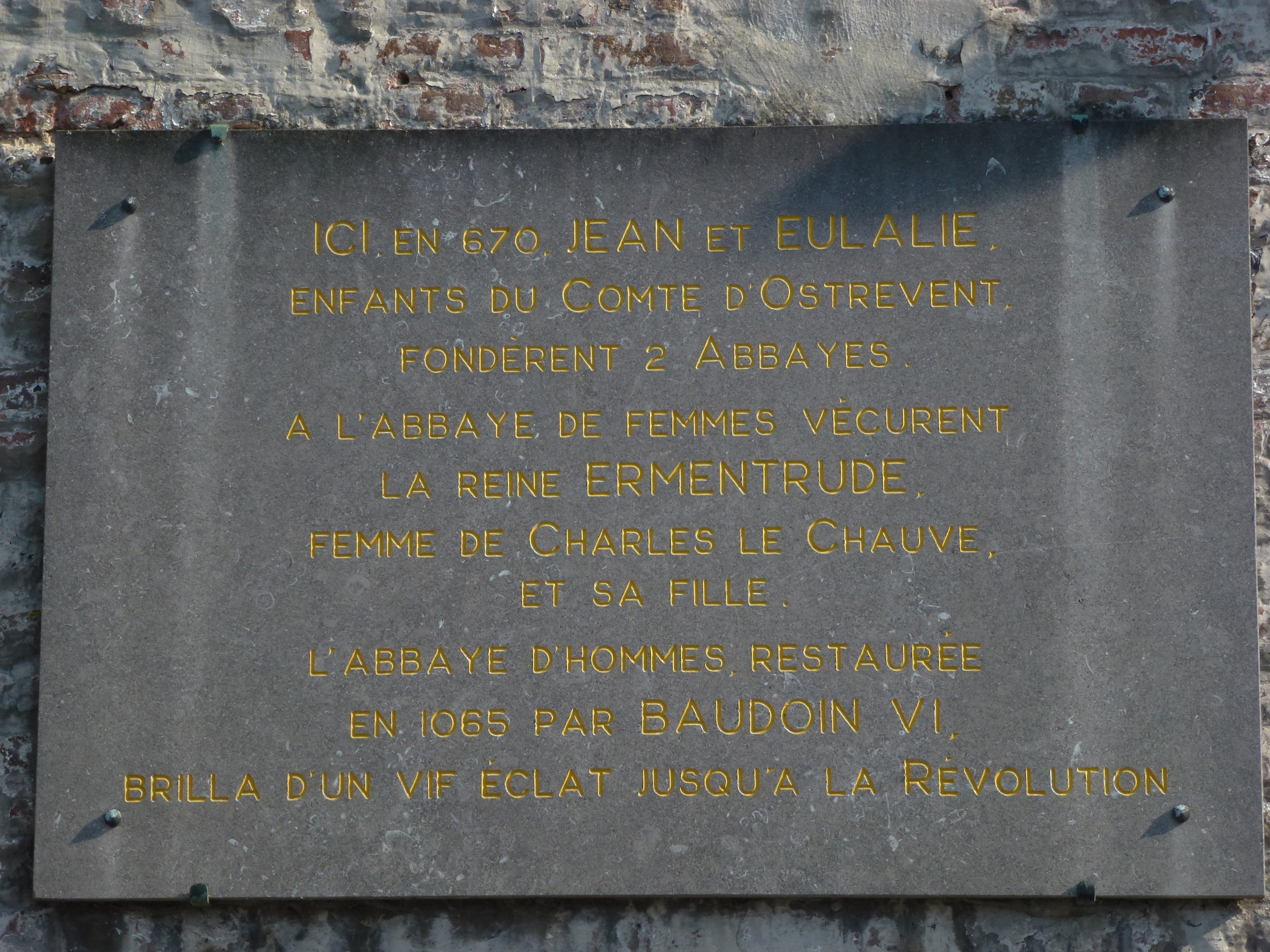
Herdenkingsplaat

De Abdij van Hasnon was een benedictijnenabdij in het Noord-Franse Hasnon. De abdij werd in 670 gesticht door Jean en Eulalie, kinderen van de graaf van Oosterbant en in 691 ingewijd door Vindicianus, de bisschop van Kamerijk en Atrecht.
De Franse koningin Ermentrudis van Orléans trok zich in 867 in de abdij terug en stierf er een tweetal jaren later. In 880 werd de abdij vernield door de Normandiërs, maar zij werd in 1065 heropgericht door graaf Boudewijn VI van Vlaanderen. De Sint-Martinuskerk te Velzeke was vanaf 1065 in het bezit van deze abdij.
In 1811 werden er de graven ontdekt van Boudewijn VI van Vlaanderen en van zijn opvolgster Richilde van Henegouwen.